# Kusuma Wardhani
Kusuma Wardhani (Macasar, 20 de febrero de 1964 - Macasar, 12 de noviembre de 2023) fue una arquera, medallista olímpica y política indonesia.

## Biografía
Junto con Nurfitriyana Saiman y Lilies Handayani, ganó una medalla de plata por equipos en los Juegos Olímpicos de 1988, trayendo la primera medalla olímpica a Indonesia.
Después de su carrera como atleta, Wardhani se volvió activa en política. Durante un tiempo ocupó, entre otras cosas, la Oficina Ministerial de Educación, Juventud y Deportes en Bali.
Contrajo matrimonio con Adang Adjidjie.